# Stanley Logan
Stanley Logan (12 de junio de 1885 – 30 de enero de 1953) fue un actor,  dialoguista y director teatral y cinematográfico de nacionalidad británica.

## Biografía
Nacido en Earlsfield, en el Gran Londres, Inglaterra, debutó como actor teatral en su país natal, donde actuó desde los años 1900 hasta el principio de los años 1920,  principalmente en Londres. Debutó en el cine mudo con cuatro cintas británicas estrenadas en 1914 (Always Tell Your Wife), 1918 y 1919 (dos producciones de Wilfred Noy), y 1923 (Always Tell Your Wife, corto dirigido por Alfred Hitchcock).
Posteriormente se instaló de modo definitivo en los Estados Unidos, país en el que en un principio se centró en continuar su carrera teatral. En el circuito de Broadway fue actor desde 1923 a 1928, y director desde 1928 a 1932, dirigiendo una última vez en 1945. En particular, colaboró en tres piezas francesas (adaptadas para Broadway) : Dans sa candeur naïve, de Jacques Deval (1927, como actor, con Leslie Howard) ; Topaze, de Marcel Pagnol (1930, como director, con Frank Morgan y Harry Davenport) ; y Domino, de Marcel Achard (su penúltima dirección, en 1932, con Jessie Royce Landis y Walter Kingsford).
En su país de adopción, Stanley Logan también se dedicó al cine (principalmente en el seno de Warner Bros.) con treinta y una cintas como actor, rodadas entre 1939 y 1952. Destacan de entre ellas Arise, My Love (de Mitchell Leisen, 1940, con Claudette Colbert y Ray Milland), Wilson (de Henry King, 1944, con Alexander Knox), That Forsyte Woman (de Compton Bennett, 1949, con Errol Flynn y Greer Garson), y Double Crossbones (de Charles Barton, 1951, con Donald O'Connor). Su última película, con un pequeño papel sin acreditar, fue El prisionero de Zenda, de Richard Thorpe (1952, con Stewart Granger y Deborah Kerr).
Como dialoguista, trabajó en veintitrés películas estadounidenses entre 1933 y 1940, entre ellas El capitán Blood (de Michael Curtiz, 1935, con Errol Flynn y Olivia de Havilland) y Another Dawn (de William Dieterle, 1937, con Kay Francis y Errol Flynn). Y, su única experiencia, fue guionista de un film estrenado en 1938.
Logan fue también ayudante de dirección de dos películas de 1932, una de ellas 20.000 Years en Sing Sing, de Michael Curtiz. Además, fue director de cuatro producciones, First Lady (1937, con Kay Francis, Preston Foster y Anita Louise), Love, Honor and Behave (1938, con Priscilla Lane, John Litel y Thomas Mitchell), Women are like that (1938, con Kay Francis, Pat O'Brien y Ralph Forbes), y The Falcon's Brother (1942, con George Sanders, Tom Conway y Jane Randolph), las tres primeras rodadas por Warner, y la última por RKO Pictures.
Stanley Logan falleció en Nueva York, Estados Unidos, en 1953. Había estado casado en segundas nupcias con la actriz, diseñadora de vestuario, cantante y violinista Odette Myrtil (1898-1978).

## Teatro

### Inglaterra (selección)
(como actor, en Londres, salvo mención contraria)
- 1903-1904: A Cigarette Maker's Romance, de Charles Hannan, y The Only Way, de Freeman Wills, con Milton Rosmer.
- 1909-1910: The Naked Truth, de George Paston.
- 1910-1911: The Master of Mrs. Chilvers, de Jerome K. Jerome, con Edmund Gwenn y Cathleen Nesbitt.
- 1911-1912: The Pigeon, de John Galsworthy, con Gladys Cooper.
- 1912: Milestones, de Arnold Bennett y Edward Knoblauch, con Lionel Atwill y Gladys Cooper.
- 1917-1918: Around the World, de Herman Finck y C. M. S. McLellan, con Jack Buchanan.
- 1920-1921: Love, de A. Arabian, con Frederick Worlock.

### Broadway (íntegro)

#### Como actor
- 1923-1924: Little Miss Bluebeard, de Gabor Dregely, adaptación de Avery Hopwood, con Eric Blore.
- 1924-1925: Carnival, de Ferenc Molnár, adaptación de Melville Baker, escenografía de Frank Reicher, con Berton Churchill y Elsie Ferguson.
- 1925: The Dark Angel, de H. B. Trevelyan, con John Williams.
- 1925: Last Night of Don Juan, de Edmond Rostand, adaptación de Sidney Howard, con Violet Kemble-Cooper, Henry O'Neill y Edgar Stehli.
- 1926: Loose Ends, de Dion Titheradge.
- 1926-1927: The Padre, con Leo Carrillo (+ adaptación y dirección).
- 1927: The Dark, de Martin Brown, escenografía de George Cukor, con Louis Calhern.
- 1927: Dans sa candeur naïve, de Jacques Deval, adaptación de Valerie Wyngate y P. G. Wodehouse, con Leslie Howard.
- 1927: Her First Affair, de Merrill Rogers, con Aline MacMahon.
- 1927: People don't do such Things, de Lyon Mearson y Edgar M. Schoenberg, con Isobel Elsom
- 1928: Mrs. Dane's Defense, de Henry Arthur Jones, con Alison Skipworth y Robert Warwick.
- 1928: Sherlock Holmes, de William Gillette, a partir de Arthur Conan Doyle, con Gene Raymond y Robert Warwick.
- 1928: Within the Law, de Bayard Veiller, con Claudette Colbert y Robert Warwick.
- 1928: The Secret Flame, de William Somerset Maugham.

#### Como director
- 1928-1929: The Red Robe, de Stanley Weyman.
- 1929: Security, de Esme Wynne-Tyson, con Marjorie Gateson y Thurston Hall.
- 1929: Music in May, de Emile Berte y Maury Rubens, libreto de Heinz Merley y Kurt Breuer, adaptación de Fanny Todd Mitchell (dirigida junto a Lou Morton).
- 1929: Broadway Nights, de Sam Timberg, Lee David y Maury Rubens, libreto de Edgar Smith.
- 1929-1930: Young Sinners, de Elmer Harris, con Gene Raymond.
- 1930: Topaze, de Marcel Pagnol, adaptación de Benn W. Levy, con Frank Morgan y Harry Davenport.
- 1930: His Majesty's Car, de Attila von Orbok, adaptación de Fanny y Frederic Hatton, con Miriam Hopkins.
- 1930: As Good as New, de Thompson Buchanan, con Marjorie Gateson, Otto Kruger y Lionel Pape.
- 1930-1931: Purity, de Rene Wachthausen, adaptación de Barre Dunbar y Ralph Roeder.
- 1931: Colonel Satan, de Booth Tarkington, con Jessie Royce Landis y Arthur Treacher.
- 1931: A Modern Virgin, de Elmer Harris, con Margaret Sullavan.
- 1931: Marriage for Three, de Elmer Harris, con Jessie Royce Landis y Verree Teasdale.
- 1931-1932: Society Girl, de John Larkin Jr., con Brian Donlevy y Claire Luce.
- 1932: Alice Sit-by-the-Fire y The Old Lady shows Her Medals, de J. M. Barrie
- 1932: Domino, de Marcel Achard, adaptación de Grace George, con Jessie Royce Landis y Walter Kingsford.
- 1945: Marriage is for Single People, de Stanley Richards.

## Filmografía

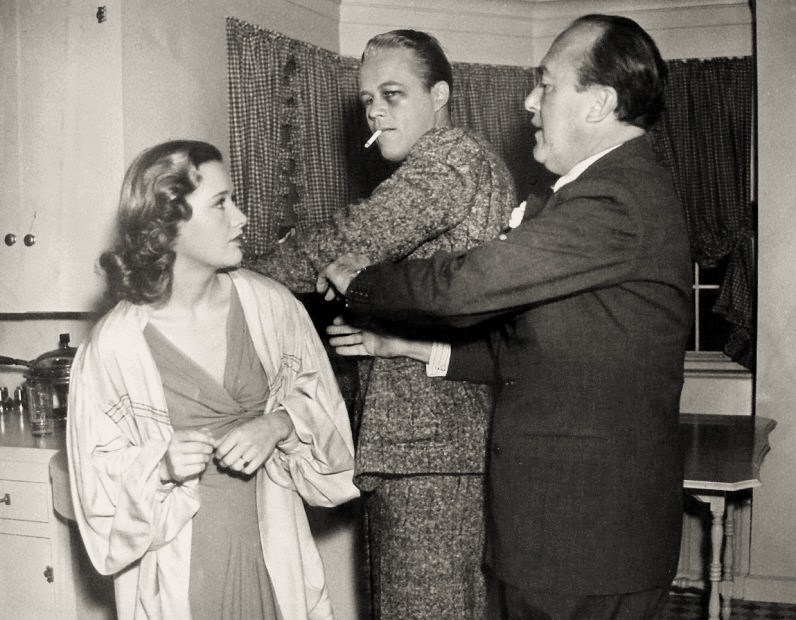
Como director en Love, Honor and Behave (1938), con Priscilla Lane y Wayne Morris (centro)

.

### Como actor (selección)
- 1918: What would a Gentleman do ?, de Wilfred Noy.
- 1919: Has he was born, de Wilfred Noy.
- 1923: Always Tell Your Wife, de Hugh Croise y Alfred Hitchcock.
- 1937: Another Dawn, de William Dieterle.
- 1939: We are not Alone, de Edmund Goulding.
- 1940: Hijo mío, de Charles Vidor (+ guionista).
- 1940: Arise, My Love, de Mitchell Leisen.
- 1940: Women in War, de John H. Auer.
- 1940: Escape to Glory, de John Brahm.
- 1940: South of Suez, de Lewis Seiler.
- 1941: Singapore Woman, de Jean Negulesco.
- 1942: Nightmare, de Tim Whelan.
- 1942: Counter-Espionage, de Edward Dmytryk.
- 1943: Two Tickets to London, de Edwin L. Marin
- 1943: Higher and Higher, de Tim Whelan.
- 1944: Spider Woman, de Roy William Neill.
- 1944: Wilson, de Henry King.
- 1946: Three Strangers, de Jean Negulesco.
- 1948: The Challenge, de Jean Yarbrough.
- 1949: That Forsyte Woman, de Compton Bennett.
- 1949: Sword in the Desert, de George Sherman.
- 1950: Young Daniel Boone, de Reginald Le Borg.
- 1951: Double Crossbones, de Charles Barton.
- 1951: Tarzan's Peril, de Byron Haskin.
- 1951: The Law and the Lady, de Edwin H. Knopf
- 1952: 5 Fingers, de Joseph L. Mankiewicz.
- 1952: Les Misérables, de Lewis Milestone.
- 1952: El prisionero de Zenda, de Richard Thorpe.

### Guionista (selección)
- 1933: Female, de Michael Curtiz.
- 1933: Amor libre / Dulces cadenas (Ex-Lady), de Robert Florey.
- 1934: The Secret Bride, de William Dieterle.
- 1935: El capitán Blood, de Michael Curtiz.
- 1935: The Woman in Red, de Robert Florey.
- 1935: A Midsummer Night's Dream, de William Dieterle y Max Reinhardt.
- 1936: The Charge of the Light Brigade, de Michael Curtiz.
- 1937: Stolen Holiday, de Michael Curtiz.
- 1937: Another Dawn, de William Dieterle.
- 1938: Suez, de Allan Dwan.
- 1939: The Private Lives of Elizabeth and Essex, de Michael Curtiz.

### Director (íntegra)
- 1937: First Lady
- 1938: Love, Honor and Behave.
- 1938: Women are like that.
- 1942: The Falcon's Brother.